# Huddle
Huddle is een Amerikaanse dramafilm uit 1932 onder regie van Sam Wood. Destijds werd de film in Nederland uitgebracht onder de titel De voetbalkampioen.

## Verhaal
Tony is de zoon van Italiaanse immigranten. Hij werkt als staalarbeider in Indiana. Dankzij een beurs kan hij gaan studeren aan Yale. Tijdens zijn opleiding leert hij allerhande zaken over sport, liefde en de vooroordelen tegenover zijn migratieachtergrond.

## Rolverdeling
| Acteur             | Personage       |
| ------------------ | --------------- |
| Ramón Novarro      | Tony            |
| Madge Evans        | Rosalie         |
| Una Merkel         | Thelma          |
| Ralph Graves       | Malcolm         |
| John Arledge       | Pidge           |
| Frank Albertson    | Larry           |
| Kane Richmond      | Tom Stone       |
| Martha Sleeper     | Barbara         |
| Henry Armetta      | Mijnheer Amatto |
| Ferike Boros       | Mevrouw Amatto  |
| Rockliffe Fellowes | Mijnheer Stone  |
| Joe Sawyer         | Slater          |